# Chilocoristes
Chilocoristes là một chi bọ cánh cứng trong họ Chrysomelidae.
Chi này được Weise miêu tả khoa học năm 1895.

## Các loài
Các loài trong chi này gồm:
- Chilocoristes fasciatus Medvedev, 1999
- Chilocoristes fulvus Medvedev, 1999
- Chilocoristes mohamedsaidi Medvedev, 1999
- Chilocoristes poggii Medvedev, 2002
- Chilocoristes thailandicus Medvedev, 1999